# Rihei Sano
Rihei Sano (佐野 理平, Sano Rihei, Shizuoka, 21 september 1912 – 26 maart 1992) was een Japans voetballer die als doelman speelde.

## Japans voetbalelftal
Rihei Sano maakte op 4 augustus 1936 zijn debuut in het Japans voetbalelftal tijdens een Olympische Zomerspelen 1936 tegen Zweden. Rihei Sano debuteerde in 1936 in het Japans nationaal elftal en speelde 2 interlands.

## Statistieken
| Japans voetbalelftal | Japans voetbalelftal | Japans voetbalelftal |
| Jaar                 | Wed.                 | Dlp.                 |
| -------------------- | -------------------- | -------------------- |
| 1936                 | 2                    | 0                    |
| Totaal               | 2                    | 0                    |